# 今治市立北郷中学校
今治市立北郷中学校（いまばりしりつ きたごうちゅうがっこう）は、愛媛県今治市にある公立中学校。